# Calahoo
Calahoo ist ein unselbständiger Weiler in Alberta, Kanada. Es liegt ca. 36 km nordwestlich von Edmonton am Sturgeon River und gehört zum Sturgeon County. Die Siedlung wird vom Alberta Highway 37 passiert.
Der Zensus im Jahr 2021 ergab für die Siedlung eine Bevölkerung von 143 Einwohnern, nachdem der Zensus im Jahr 2016 für die Gemeinschaft noch eine Bevölkerung von 123 Einwohnern ergeben hatte. Die Bevölkerung hat damit im Vergleich zum letzten Zensus im Jahr 2016 deutlich stärker als der Trend in der Provinz um 16,3 % zugenommen, während der Provinzdurchschnitt bei einer Bevölkerungszunahme von 3,3 % lag. Allerdings hatte im Zensuszeitraum von 2011 bis 2016 die Einwohnerschaft stärker abgenommen, als sie im dann folgenden Zeitraum zugenommen hat.

## Söhne und Töchter der Stadt
- Craig Berube (* 1965), kanadischer Eishockeyspieler und -trainer
- Frank Banham (* 1975), kanadischer Eishockeyspieler